# 成庆泰
成庆泰（1914年12月10日—1994年8月4日），男，直隶（今河北）巨鹿张威村人，中国鱼类学家，中国科学院海洋研究所研究员，曾任中国鱼类学会副理事长、名誉理事长。中国鱼类学研究在20世纪的开拓和奠基者之一。

## 主要学术著作

### 主编
- 《中国鱼类系统检索》，成庆泰、郑葆珊主编，科学出版社，1987年 [3]（1990年获中国科学院自然科学二等奖；被誉为中国鱼类分类学的第二个里程碑[2]）
- 《南海鱼类志》 ，张春霖、成庆泰、朱元鼎主编，科学出版社，1962年[4]
- 《东海鱼类志》，朱元鼎、张春霖、成庆泰，科学出版社，1963年[4]
- 《中国经济动物志：海产鱼类》 （页面存档备份，存于），成庆泰、张孝威、徐恭昭、郑文连，科学出版社，1962年

### 合著
- 《黄渤海鱼类调查报告》，张春霖主编，科学出版社，1955年 [5][4]（此书为1949年后中华人民共和国出版的第一部鱼类学专著）
- 《南海诸岛海域鱼类志》，中国水产科学研究院南海水产研究所主持（主要完成人[6][7]：成庆泰，李思忠，曾炳光，伍汉霖，邓思明[8]），科学出版社，1979年 [4]（1981年获国家水产总局科技成果一等奖[8]）
- 《中国古代动物学史》，郭郛、李约瑟、成庆泰，科学出版社，1999年，ISBN 9787030062123

### 译著
- 《现代和化石鱼形动物及鱼类分类学》，列夫·贝尔格，科学出版社，1959年